# Левита, Элия
Элия Левита (также Элия бен Ашер ха-Леви Ашкенази ивр. אליה בן אשר הלוי לעוויטא אשכנזי ‎; Элия фон Бахур / Эле Бохер («холостяк»); Элия Медакдек («грамматик»); Элия Тишби; 1469, Нейштадт — 1549, Венеция) — еврейский грамматик, лексикограф и гуманист XVI века; масорет (учёный) и поэт, автор поэтических произведений на идише. Переводил на идиш популярные повествования, в частности о Бэве из Антона (русск. Бова Королевич) — «Буово д’Антона» (1507; в позднейшем издании «Бове-бух»). Первым издал перевод Псалмов на идише (Венеция, 1545). Автор теории о возникновении гласных знаков и акцентов древнееврейского языка в постталмудическое время.

## Биография
Родился в окрестностях Нойштадта и Нюрнберга, в левитском семействе; младший из девяти братьев. В отроческом возрасте вместе с соплеменниками подвергся изгнанию и перебрался в Северную Италию. Преподавал еврейскую грамматику в Падуе, где жил с 1504 года, но в 1509 году, когда город был взят неприятельским войском, Левита перебрался в Рим, где обратился за помощью к учёному кардиналу Эгидио да Витербо, генералу Августинского ордена. 13 лет провёл в доме кардинала, обучая последнего еврейскому языку и учась у него греческому. В это время Левита по просьбе кардинала написал грамматическое сочинение «Habachur» (грамматика древнееврейского языка «ספר הבחור» в четырёх частях; впервые напечатана в Риме, 1518). В том же году Левита составил грамматические таблицы еврейского языка «לוח בדקדוק הפעלים והבניינים», а также книгу о неправильных словах в Библии «ספר ההרכבה»; в 1520 году он опубликовал сочинение о разных грамматических вопросах под заглавием «פרקי אליהו», в четырёх частях.
В 1527 году императорские войска взяли Рим, и Левита, потеряв часть своих рукописей, уехал в Венецию, где типограф Даниэль Бомберг предложил ему место еврейского корректора. Его ученик в Венеции, французский посланник Жорж де Сельв, впоследствии епископ и персонаж мистической картины «Послы» (1533), побудил Левиту опубликовать большую библейскую конкорданцию, «ספר הזכרונות», над которой тот работал около двадцати лет (хранится в Парижской национальной библиотеке; в 1875 году Б. Гольдбергом (ב״ג) издано начало этого труда до слова אדמוני, а введение к нему опубликовано Френсдорфом в «Monatsschrift», XII, 96—118). Левите была предложена кафедра в Парижском университете, но он отказался поселиться там, где запрещалось проживание его единоверцам; он также отказался от занятия кафедры в других христианских коллегиях. Согласно другой статье ЕЭБЕ, приглашение Левите на пост профессора еврейского языка в Коллеж де Франс исходило от Франциска I.
Левита выпустил масоретский труд «Massoret ha-Massoret» («מסורת המסורת»; Венеция, 1538; критическая история библейского текста) в трёх частях. В третьем введении к этому труду Левита приводит много данных в пользу мнения, что пунктуация к Библии была составлена масоретами в V веке. Это произвело сильное впечатление в кругу ортодоксальных евреев, веривших в древность пунктуации, которые и без того были недовольны Левитой за то, что он обучает христиан еврейскому языку, так как последние будто бы только для того изучают этот язык, чтобы найти в еврейских текстах и преимущественно в каббале аргументы против иудаизма. Левита оправдывается во введении тем, что он обучает их лишь правилам языка, а не каббале и прочему и, кроме того, христианские гебраисты всегда защищают евреев против фанатических выпадов. В течение трёх веков этот труд был чрезвычайно популярен; им пользовались Буксторф, Уолтон, де Росси и др. В 1539 году он был переиздан в Базеле с латинским переводом трёх введений С. Мюнстера. В 1772 году появился немецкий перевод труда Христиана Готлиба Майера (Gottlieb Mayer), а в 1867-м — английский — К. Д. Гинзбурга. В этом труде Левита также коснулся вопроса о сокращениях, которых в средневековой письменности образовалось колоссальное число. Соответствующая глава переиздавалась затем отдельно, под заглавием «Schaar Schibre Luchot» (שער שברי לוחות).
В 1538 году Левита опубликовал «Tub taam» («ספר טוב טעם»), об акцентах в древнееврейском языке. К этому времени типография Бомберга прекратила существование, и Левита, получив приглашение христианского учёного Пола Фагиуса стать управляющим его еврейской типографией, поехал в Isny (1540). Там появились его труды:
- «תשבי» — словарь, содержащий 712 слов, употребляемых в Талмуде и Мидрашим, с переводами на латинский и немецкий языки (Исни, 1541);
- «ספר מתורגמן» — объяснение арамейских слов Таргума (Исни, 1541);
- «שמות דברים» — алфавитный перечень технических евр. слов (Исни, 1542);
- еврейско-немецкий перевод Пятикнижия, Пяти Свитков и Гафтарот (Констанц, 1544);
- новое исправленное издание «ספר הבחור».

Вернувшись в Венецию, Левита, несмотря на свою глубокую старость, занимался изданием различных трудов, среди них — «מכלול» Давида Кимхи с собственными добавлениями «נמוקים».
Ещё будучи учителем еврейского языка, по просьбе своих учеников он составлял комментарий к «Mahalach Schebile ha-Daat» Моисея Кимхи («מהלך שבילי הדעת»; первое краткое методическое руководство еврейской грамматики; XII век), но переписчик Вениамин Колбо издал его в Пезаро под своим именем, прибавив к нему извлечения из других сочинений. Хотя это издание имело много неточностей, оно пользовалось большой популярностью среди евреев и христиан; имеется несколько изданий этого труда и латинский перевод Себастиана Мюнстера (Базель, 1531, 1536). В 1546 году Левита выпустил свой труд в Венеции в исправленном виде.
Предполагал происхождение названия Ашкеназ (название Германии в средневековой раввинской литературе) от талмудического слова «גרמן» (Герман) — прекрасный.
Умер в Венеции в 1549 году.

## Труды
Грамматические труды Левиты:
- «Habachur» (Рим, 1518) — грамматика древнееврейского языка; была переведа на латинский язык Себастианом Мюнстером (Elia Levita, Grammatica hebraica absolutissima, 1525), пользовалась особой популярностью;
- «Sefer Haharkaba, liber compositionis, hebraice»;
- «Tuv taam» (1538) — об ударениях в древнееврейском языке;
- «Massoret ha-Massoret» (1538) — объяснение огласовок и диакритических знаков Масоретского текста тивериадской редакции.

Лексикографические труды Левиты:
- «Sefer Tishbi» и «Meturgeman» (1541). Эти сочинения, частично переведённые на латынь учениками Левиты, Мюнстером и П. Фагиусом, очень ценились учёными XVI и XVII веков.[2]

## Память
Биография грамматика Элии Левиты (Лейпциг, 1856) — первая литературная работа Соломона Бубера.